# Antonio de Alfián

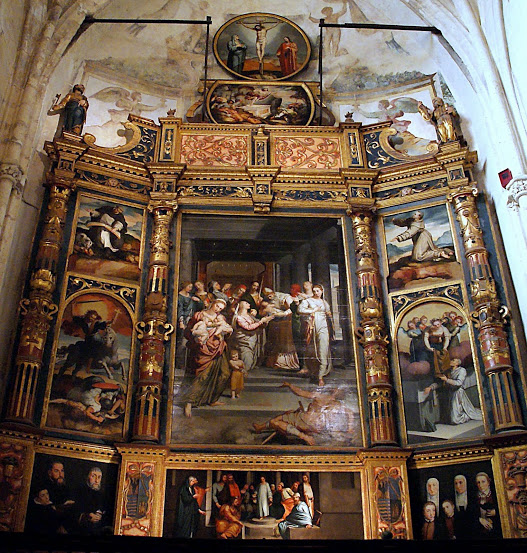
Retablo de la Capilla del Mariscal, catedral de Sevilla, policromado por Antonio de Alfián con pinturas de Pedro de Campaña y trazas arquitectónicas de Pedro Becerril.

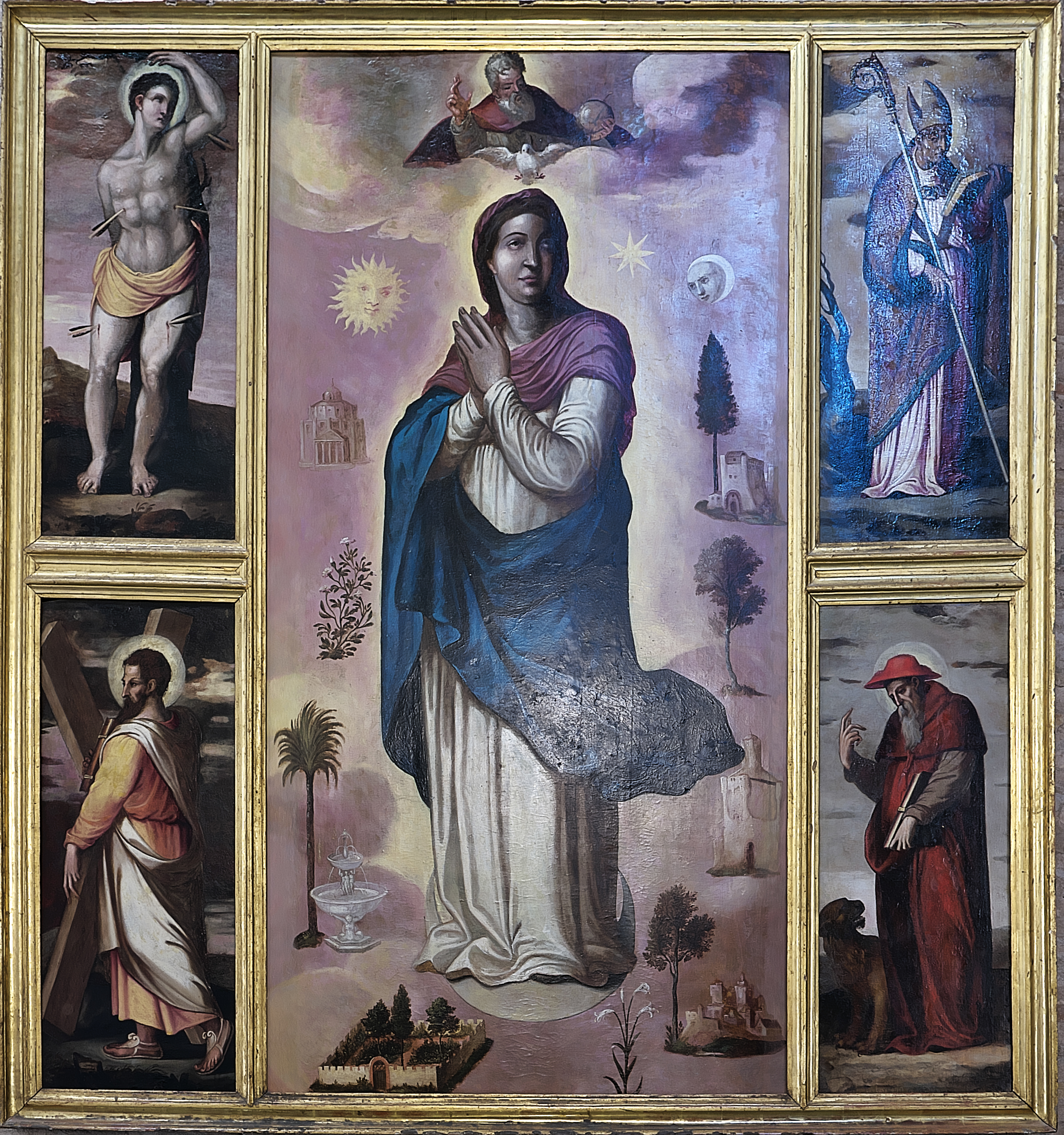
Retablo de la Inmaculada, Iglesia de Santa Ana (Sevilla)

Antonio de Alfián  o Arfián (ft. 1539-1601) fue un pintor y dorador renacentista español, activo en Sevilla en la segunda mitad del siglo XVI.

## Biografía
Vecino del barrio de Triana y formado en el de Feria, donde se citaban los «buenos coloristas» según Ceán Bermúdez, se habría iniciado en la pintura de sargas, muy apreciadas para la decoración de las casas y el mercado americano, antes de pasar a ser discípulo de Luis de Vargas, quien llegó a Sevilla en 1550 cuando Alfián era ya un hombre casado y tenía taller de pintor abierto, pues consta que en 1542 había recibido en él a un aprendiz. Pero si en sentido estricto no puede ser llamado discípulo de Vargas, en el estilo de lo que de Alfián se conoce la huella renacentista de Vargas, alejándole de lo flamenco, es manifiesta.
Pintor de sargas al temple y, según Francisco Pacheco, que lo conoció y trató, introductor en Sevilla del estofado a base de grutescos al modo de Julio Aquiles y Alejandro Mayner, se han perdido buena parte de las muy numerosas obras documentadas a su nombre en sus muchos años de actividad, comenzando por los dos retablos que Pacheco ponía como ejemplo de su maestría: el del altar de San José en la Casa Profesa de los jesuitas y el retablo mayor del convento de San Pablo de los dominicos, contratado por Juan Bautista Vázquez el Viejo en 1577. Consta su intervención en la policromía del retablo de la capilla del Mariscal de la catedral de Sevilla, iniciado en 1555, obra en lo arquitectónico de Pedro Becerril con pinturas de Pedro de Campaña. También colaboró con el escultor Jerónimo Hernández, entre otros, en el primitivo retablo mayor de la iglesia de San Miguel de Jerez de la Frontera, por el que en 1595 cobró 500 reales a cuenta de los 150 ducados en que había concertado la cuarta parte del dorado y estofado.
En marzo de 1571 se le encomendó, junto con Luis de Valdivieso, la pintura de un cielo de tafetán para el tendal o toldo de la carroza de popa de la Galera Real, la que, a las órdenes de Juan de Austria, sería la nave capitana de la Santa Liga en Lepanto:

... a antonio de arfián e luis de ualdiuieso que pintasen e dorasen a pinzel un cielo de tafetán açul con figuras y rretratos celestes y aspectos de toda perfezión como se contiene en la escriptura.

Siguiendo un programa dado por Juan de Mal Lara, detallado por él mismo en la Descripción de la Galera Real del Serenísimo Señor don Juan de Austria, Valdivieso y Alfián, colaboradores también en el retablo del convento de Madre de Dios, debieron de pintar en los laterales del toldo los bustos de doce capitanes ilustres, seis de la antigüedad y seis modernos, vencedores sobre africanos y turcos, las siete artes liberales, los planetas, los Cuatro tiempos o estaciones del año y los signos zodiacales ocupando el centro.

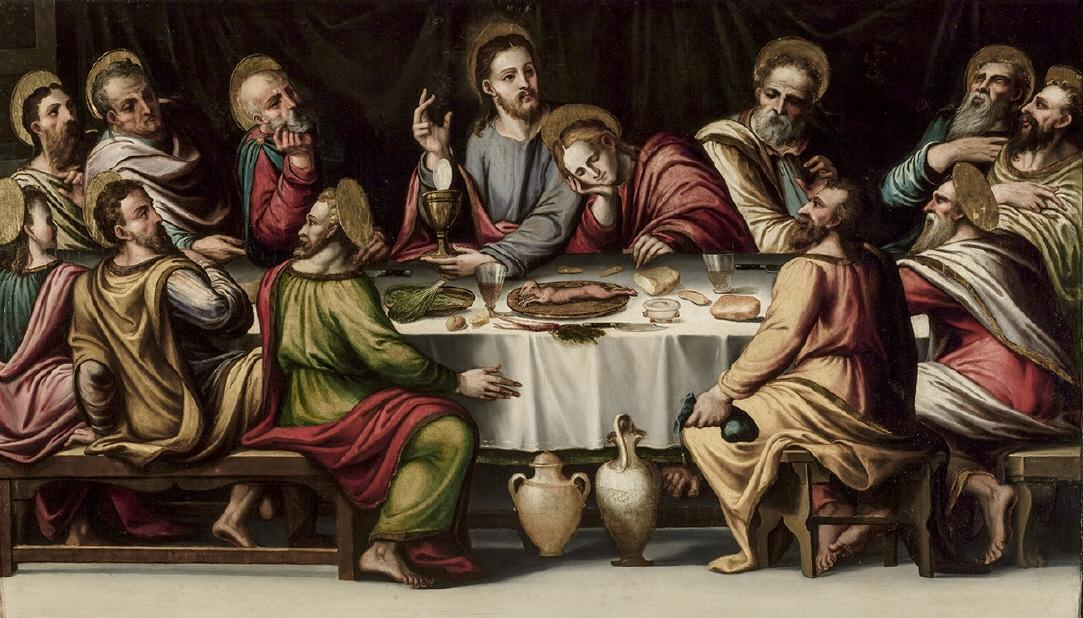
Última cena, óleo sobre lienzo, 87,5 x 41,5 cm, Sevilla, Museo de Bellas Artes. Procedente del convento Madre de Dios de Sevilla, el lienzo, catalogado como anónimo en el museo, ha sido atribuido por Juan Antonio Gómez Sánchez a Antonio de Alfián.

Se conserva en el lugar para el que fue pintado el retablo de la Virgen de Belén en la iglesia del convento de Santo Domingo de Osuna, contratado junto con el entallador Lorenzo Meléndez en octubre de 1564, según la documentación aportada por Julia Herráez, que hacía mención también a un retablo dedicado a Cristo del que solo se conservan las pinturas, identificadas más tarde por Juan Miguel Serrera. También se han conservado, al menos en parte, las pinturas del retablo de la Inmaculada Concepción de la parroquial de Santa Ana de Sevilla, que contrató junto con el entallador Juan de Oviedo con Melchor de Orozco en 1573. Desmantelado el retablo, quedan nueve tablas que representan a la Inmaculada Concepción, que ocuparía la calle central, y ocho santos de menor tamaño.
Se ha relacionado también con Alfián un pequeño retablo con el martirio de Santa Úrsula y las Once Mil Vírgenes en el cuerpo inferior y un Calvario rematado en medio punto, repartido en tres tablas, en la iglesia parroquial de Santa Ana en Archidona, localidad para la que en 1555 había contratado el retablo mayor del convento de Santo Domingo. Además, Gómez Sánchez le ha atribuido una Última Cena, catalogada como anónima en el Museo de Bellas Artes de Sevilla, procedente del convento de Madre de Dios de Sevilla.
Tuvo un hijo, Alonso, también pintor, con quien compartió algún trabajo, fallecido antes que el padre.